# منطقه ویژه اقتصادی بندر امیرآباد
منطقه ویژه اقتصادی بندر امیرآباد بندری تجاری صنعتی در شمال شهرستان بهشهر در استان مازندران است. این بندر براساس میزان تخلیه و بارگیری کلا در سال ۱۴۰۱ به عنوان بزرگترین بندر شمال کشور و چهارمین بندر بزرگ ایران بشمار میرود. بندر امیرآباد در کنار آنکه یک ظرفیت صادراتی و تجاری در منطقه به شمار می‌رود با دارا بودن کارخانجات متعددی همچون گچ، فولاد، کاغذ و سیلوهای متعدد از بندرهای نسل سوم کشور است و عمده ۷.۵ میلیون تن کالای صادراتی کشورهای مختلف جهان از بندرهای آستاراخان، آکتائو، اولیا، باکو، گوسان و مخاچ‌قلعه وارد بندر امیرآباد می‌شود.
اتصال به شبکه ریلی کشور، بهره‌مندی از ۱۵ پست اسکله با ظرفیت ۷.۵ میلیون تن و بهره مندی از ظرفیت اتصال کریدور ترانزیت راه‌گذر بین‌المللی شمال–جنوب از دیگر ویژگی های شاخص بندر امیرآباد است.

## تاریخچه
احداث این مجتمع بندری بزرگ و مدرن از سال ۱۳۷۵ آغاز شد. استعدادهای بالقوه و امکانات متعدد آن موجب گردید در سال ۱۳۷۶ به پیشنهاد دبیرخانه شورایعالی مناطق آزاد و تصویب مجلس شورای اسلامی به عنوان منطقه ویژه اقتصادی به تصویب برسد.

## ویژگی‌ها
این منطقه در سه فاز با ۳۴ پست اسکله طراحی شده‌است که اکنون فاز نخست آن تکمیل شده‌است. وسعت این منطقه ویژه یک هزار هکتار است و به شبکه ریلی ایران نیز پیوند دارد. امیرآباد با توجه به مقدار تخلیه و بارگیری کالاها در سال ۹۸، پس از بندرهای شهید رجایی، امام خمینی و قشم چهارمین بندر بزرگ ایران و بزرگ‌ترین بندر ایران در کرانه دریای مازندران می‌باشد. این منطقه با داشتن زمین‌های پشتیبانی گسترده، برخورداری از زیرساخت ترابری مدرن چندوجهی، اسکله رو ریلی و کامیون جهت ترانزیت و ترابرد یکسره کالا و همچنین دسترسی آسان به بازار مصرف کشورهای مستقل همسود با جمعیت بالغ بر ۳۰۰ میلیون نفر توانسته نقش مهمی را در ابعاد ملی و منطقه‌ای ایفا نماید.
- بزرگ‌ترین بندر نسل سوم حاشیه دریای مازندران
- تنها بندر شمالی متصل به شبکه ریلی کشور
- برخورداری از اسکله منحصر بفرد رو – رو ریلی
- بهره‌مندی از ۱۵ پست اسکله با ظرفیت ۷٬۵ میلیون تن
- ۱۰۶۰ هکتار اراضی پشتیبانی جهت سرمایه‌گذاری در زمینه‌های مختلف
- برخورداری از تجهیزات مدرن دریایی و بندری
- پایلوت غلات شمال کشور
- حلقه اصلی اتصال کریدور راه‌گذر بین‌المللی شمال–جنوب

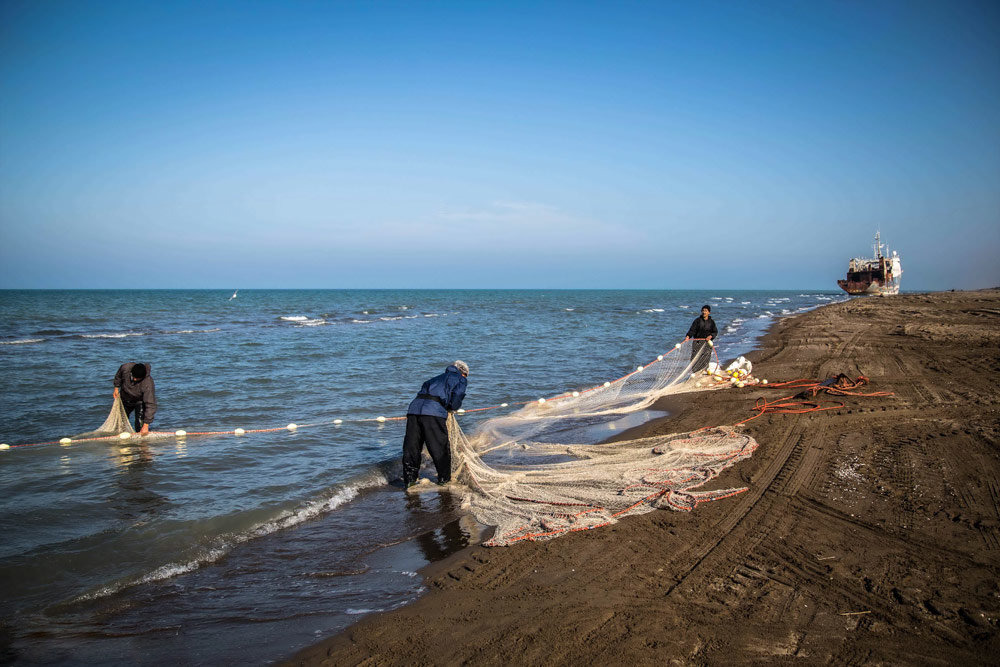
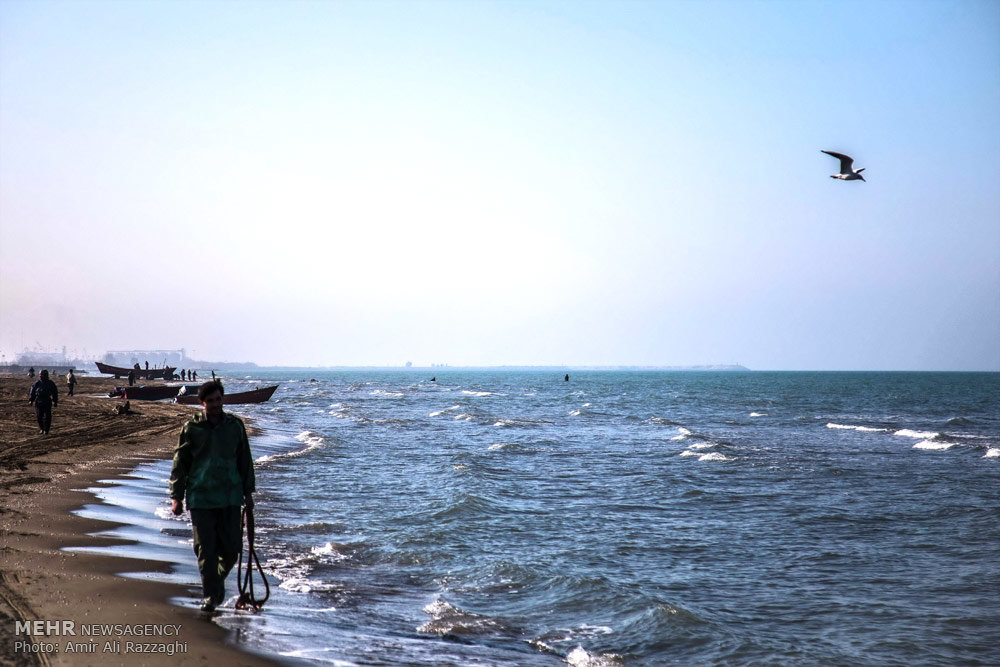
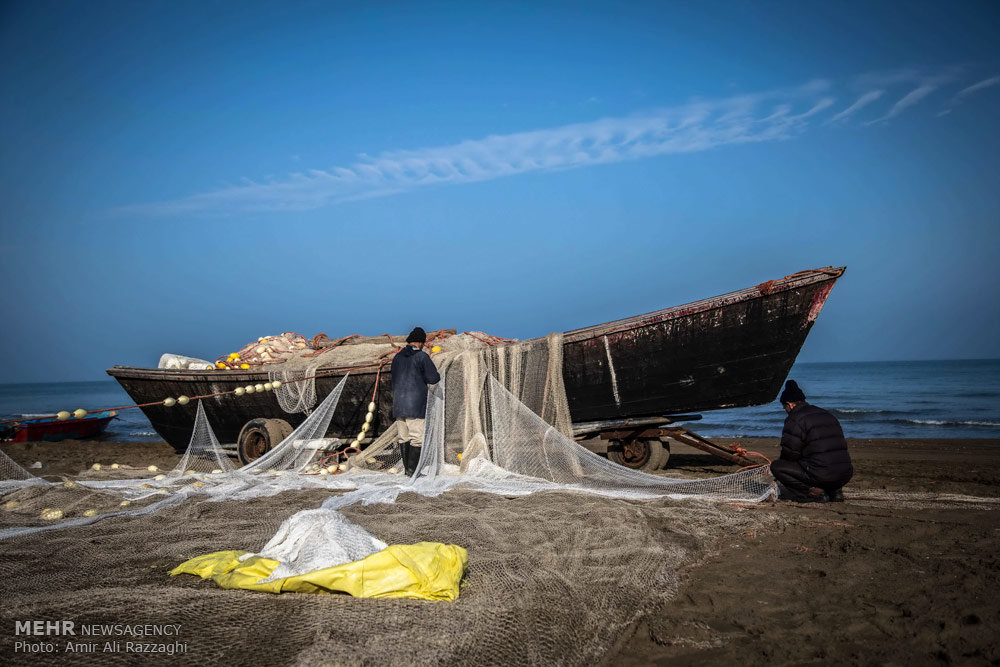
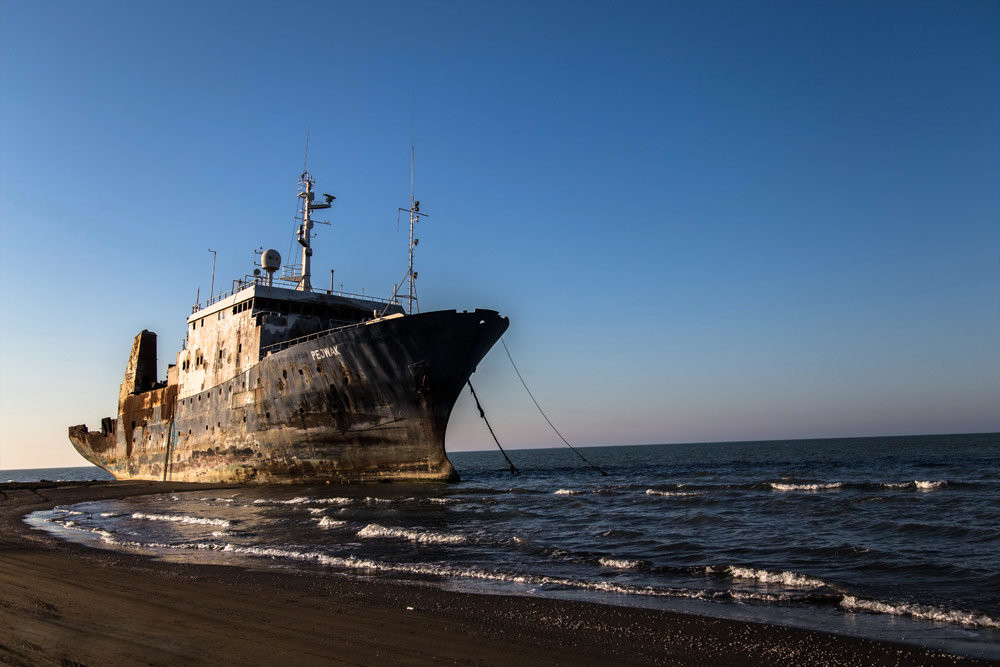